# Igreja de Nossa Senhora do Rosário dos Pretos (Mariana)
A Igreja Nossa Senhora do Rosário dos Pretos em Mariana, Minas Gerais, foi construída entre 1752 e 1758.
A pintura do teto é atribuída a Manoel da Costa Ataíde.

## História
Inicialmente uma devoção dominicana, a partir do século XVI, o Rosário passa a ser um dos principais meios de conquista e conversão para com os chamados gentios. Esse destaque que a devoção do Rosário toma dentro das ordens missionárias pode explicar, em um primeiro momento, o sucesso alcançado por esta invocação entre os convertidos. Mais tarde os africanos colonizados e descendentes parecem ter encontrado nas irmandades dedicadas à Nossa Senhora do Rosário um espaço próprio, reservado a seu povo. As irmandades foram um fenômeno típico do século XVIII e tiveram especial abrangência no território mineiro, tendo em vista a proibição das Ordens Religiosas no território. Instituídas nas matrizes, com seus santos padroeiros entronizados nos altares laterais das naves, as irmandades foram aos poucos alcançando autonomia financeira para construção de igreja própria. Curiosamente, as irmandades de Nossa Senhora do Rosário, são sempre as primeiras a sair das matrizes e suas capelas são construídas em locais afastados, revelando a polarização inicial das populações entre os brancos proprietários, ou comerciantes, e os negros escravos.
A capela que deu origem ao arraial do Ribeirão do Carmo sediou também a primitiva matriz dedicada a Nossa Senhora da Conceição. Com a construção da matriz definitiva no local da atual Catedral, a capela foi cedida à Irmandade do Rosário dos Pretos, que nela funcionou até a construção da nova Igreja do Rosário, que ocorreu em 1752 e ficou localizada em Santa Rita Durão. As igrejas de Nossa Senhora do Rosário e São Pedro dos Clérigos são exemplos de igrejas mais recentes ocupando novas áreas de expansão urbana no topo dos morros.

## Características

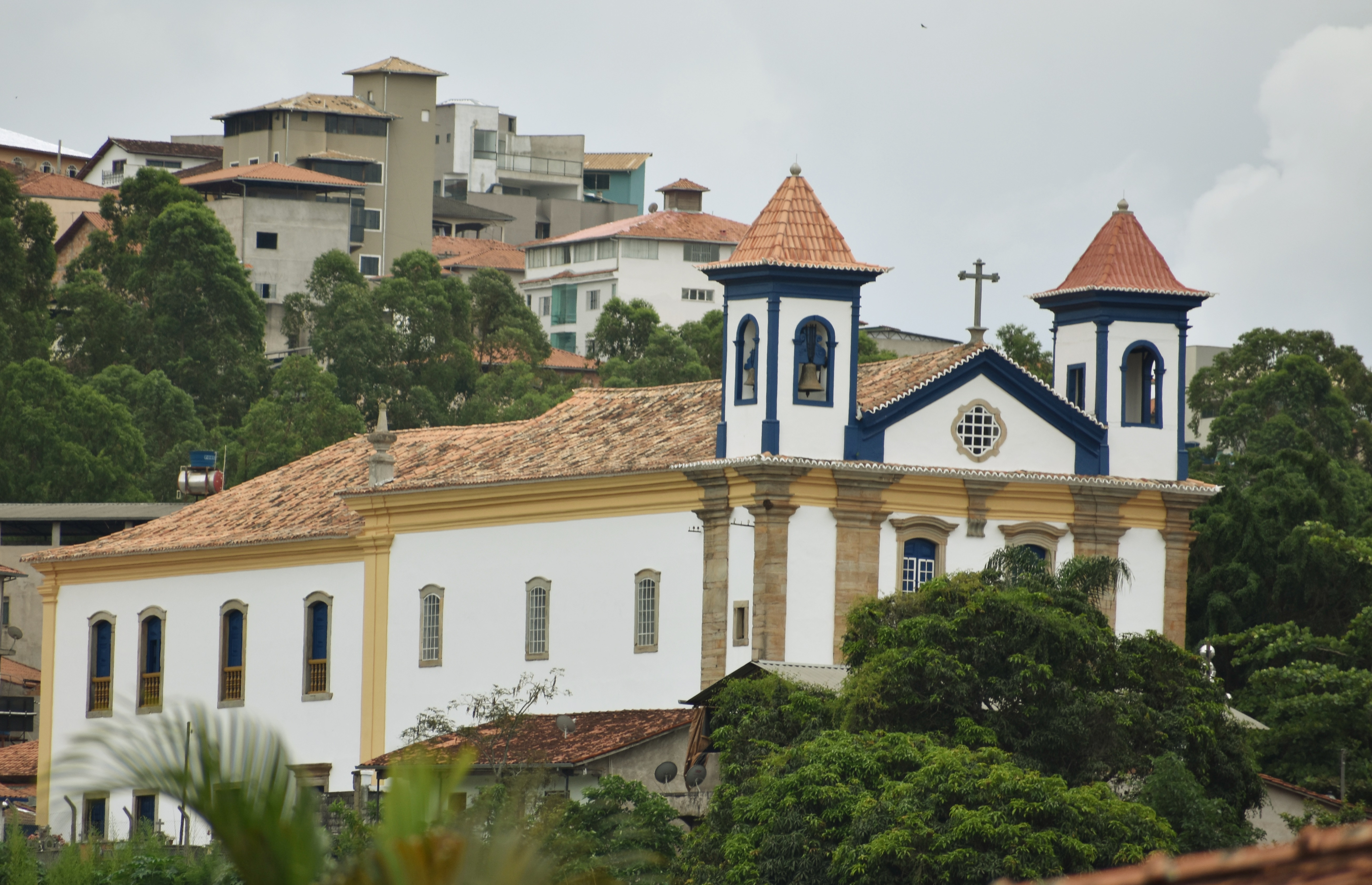
Vista lateral

Conserva as características do estilo sóbrio de 1720, cercada por muro baixo e precedida por pequeno adro e um mata-burros - ambos de pedra -, o que constitui uma composição típica de igrejas mineiras. Internamente, é valorizada pela presença intensa de elementos artísticos e decorativos. O altar colateral do lado do Evangelho é atribuído ao Aleijadinho. A pintura abrange todo o seu forro, que se estende da nave à capela-mor. Além dos painéis do forro, todos a têmpera, as colunas e os arcos são revestidos de tábuas pintadas. Francisco Vieira Servas (1720-1811) foi o responsável pelo monumental altar da capela-mor.
A igreja conta também com o trabalho de Manuel da Costa Ataíde (1762-1830), o Mestre Ataíde. Na capela-mor da Igreja de Nossa Senhora do Rosário de Mariana, o pintor deixou talvez inconclusa sua última obra ao estilo do rococó mineiro, que, diferentemente de suas composições anteriores, não incluiu varandas e balcões laterais.
Durante as obras de restauro da Igreja que se iniciaram em 4 de janeiro de 2016, contratadas pelo Instituto do Patrimônio Histórico e Artístico Nacional, com recursos do Programa de Aceleração do Crescimento (PAC) das Cidades Históricas, um anjo segurando uma guirlanda de flores foi revelado. A tinta, que cobriu a arte por anos, foi cuidadosamente removida pela equipe de restauradores. A pintura do século XIX foi localizada no retábulo esquerdo, no fundo do camarim do altar, e é atribuída, inicialmente, a Francisco de Assis Pacífico da Conceição, filho do Mestre Ataíde.